# Панютин, Лев Константинович
Лев Константи́нович Паню́тин  (22 февраля (6 марта) 1831, Елисаветградский уезд, Херсонская губерния — 1 (13) декабря 1882, Санкт-Петербург) — русский фельетонист и публицист.

## Биография
Из дворянского рода Херсонской губернии. Родился в Елизаветградском уезде 22 февраля 1831 года в семье отставного лейтенанта (а потом штабс-капитана) Константина Петровича Панютина.
В 1853 году он имел чин коллежского регистратора и служил заседателем в Херсонском уездном суде. Своё литературное поприще Панютин начал в 1858 году, издав в Санкт-Петербурге сборник своих «Стихотворений».
В начале 1860-х годов он переселился в Санкт-Петербург, а с 1863 года в «Голосе» стали появляться его фельетоны (под псевдонимом «Нил Адмирари»), обратившие на себя внимание своим живым языком, наблюдательностью и верным изображением петербургской жизни и нравов; в 1872 году фельетоны были изданы отдельно в 2-х томах под заглавием «Собрание повестей, очерков, корреспонденций и проч. Нила Адмирари».
В одной из своих статей в «Голосе» Панютин позволил себе насмешки над портретом Ф. М. Достоевского, восприняв его как свидетельство тяжкого душевного недуга писателя. Достоевский ответил на этот выпад знаменитым рассказом «Бобок», где в числе прочего обыгрывается псевдоним Панютина.
Кроме «Голоса», Панютин печатался также в «Отечественных записках» (1867 г., т. XXI: «Элементы европейской цивилизации» и «Партии в Сибири»), в «Неделе» (1866 г., № 1: «О трагедии гр. Толстого „Смерть Иоанна Грозного“»; «Увеселительные рассказы. Легенда о Пете ревнивом. О человеке-тряпке» — приложение к 7 № 1866 и к 10 № 1867 г.) и в «Будильнике».
Лев Константинович Панютин скончался 1 декабря 1882 года в Санкт-Петербурге.